# Nematopsis rosenbergii
Nematopsis rosenbergii is een soort in de taxonomische indeling van de Myxozoa, een stam van microscopische parasitaire dieren. Het organisme komt uit het geslacht Nematopsis en behoort tot de familie Porosporidae. Nematopsis rosenbergii werd in 1989 ontdekt door Shanavas & Prasadan.